# Club Esportiu Castelló B
El Club Esportiu Castelló B (oficialment Club Deportivo Castellón B i Castelló Amateur o simplement l'Amateur entre els seus aficionats) és un equip de futbol de la ciutat de Castelló de la Plana, (la Plana Alta, País Valencià), filial del Club Esportiu Castelló. Actualment juga a la Tercera divisió.
Des de la dècada dels 60 el futbol base del Castelló, incloent-hi l'Amateur, ha disputat a Bovalar. Però des de la temporada 2008/09 ho fan als camps de la Ciutat Esportiva, situada a les proximitats de l'Ermitori de la Magdalena.

## Uniforme
Uniforme titular: Samarreta albinegra a franges verticals, pantaló blanc, mitges blanques.

Segon uniforme: Samarreta, pantaló i mitges blaves

Tercer uniforme: Samarreta, pantaló i mitges granates.

## Historial
Actualitzat fins a la temporada 2007/08
- 11 temporades en Tercera divisió
  - Millor posició: 8è 1984/85.

Últimes temporades:
- 2009-2010 - Regional Preferent - 4t
- 2008-2009 - Tercera divisió - 18é - Descens
- 2007-2008 - Tercera divisió – 14é
- 2006-2007 - Tercera divisió – 9é
- 2005-2006 - Tercera divisió – 9é
- 2004-2005 – Regional Preferent – Ascens
- 2003-2004 - Tercera divisió – 19é - Descens
- 2002-2003 - Tercera divisió – 16é
- 2001-2002 - Tercera divisió – 15é
- 2000-2001 - Tercera divisió – 13é